# جان اریک داودل
جان اریک داودل (به انگلیسی: John Erick Dowdle) (زاده دسامبر ۱۹۷۳) نویسنده، کارگردان، تهیه‌کننده و تدوین‌گر فیلم آمریکایی است و شهرتش بیشتر به خاطر ساخت فیلم‌های ترسناک است.

## گزیده فیلم‌شناسی
- نوارهای پوکیپسی (۲۰۰۷)
- قرنطینه (۲۰۰۸)
- شیطان (۲۰۱۰)
- هرچه بالا هست، پایین نیز هست (۲۰۱۴)
- گریزناپذیر (۲۰۱۵)